# Martin Zürn

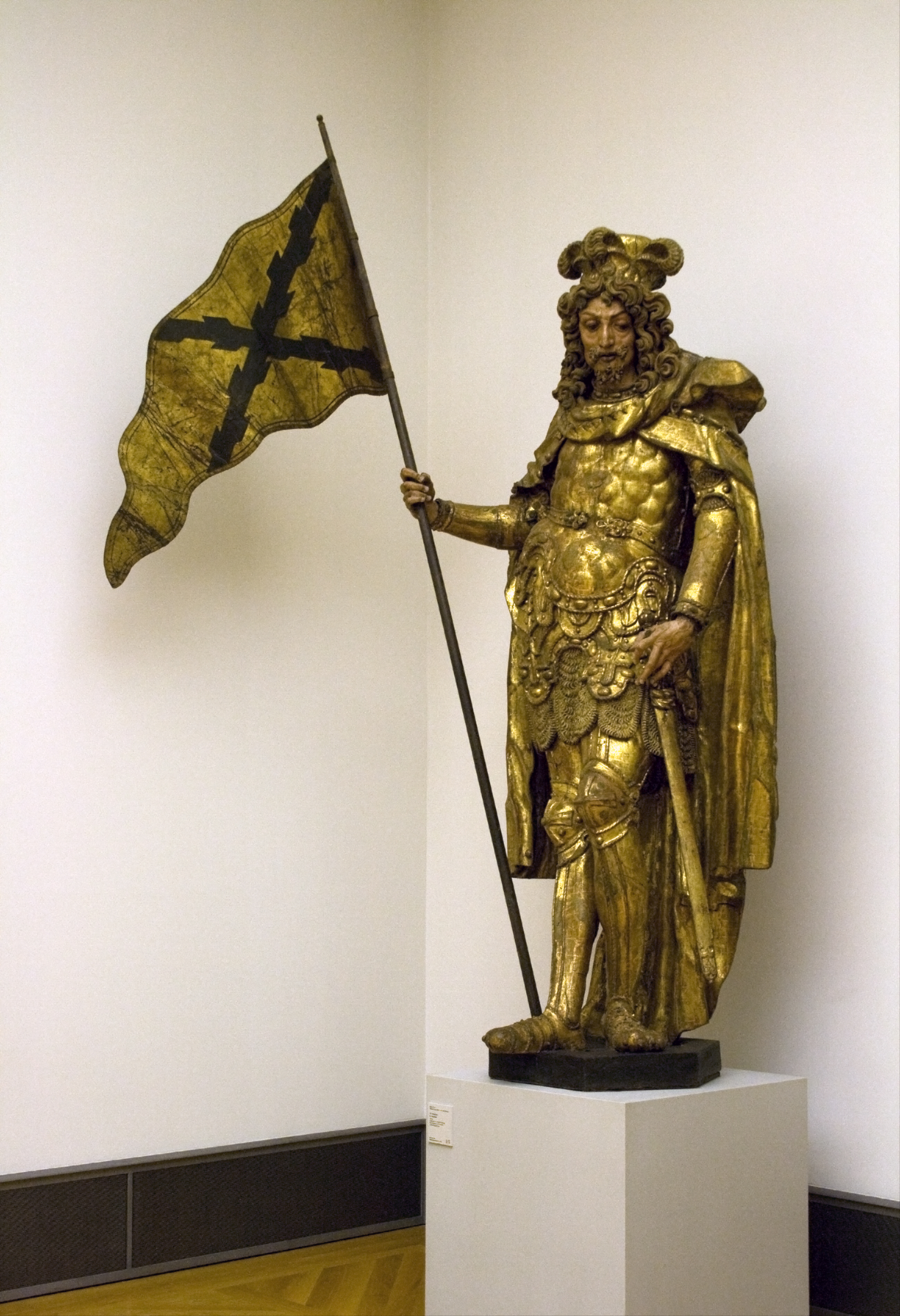
Szent Sebestyén szobra, Martin Zürn alkotása, 1638-39

Martin Zürn (1585 és 1590 között született Waldseeben; 1665 után halt meg, valószínűleg Braunau am Innben) barokk stílusban alkotó német szobrász.
Neves szobrászcsaládból származott, apja, idősebb Hans Zürn, és testvérei, Jörg Zürn, valamint idősebb Michael Zürn is szobrászok voltak. Utóbbi testvérével 1624-től főleg Bajorországban és Felső-Ausztriában, az Innviertelben alkotott. Sajátos formanyelvet alakítottak ki a barokk stíluson belül.
Itt látható szobra 1638-39-ben készült a Wasserburg am Innben álló plébániatemplom számára hársfából. A szobor ma is eredeti talapzatán áll a berlini Bode Múzeumban.